# Conophytum jucundum
Conophytum jucundum es una especie de planta suculenta perteneciente a la familia de las aizoáceas.  Es originaria de Sudáfrica.

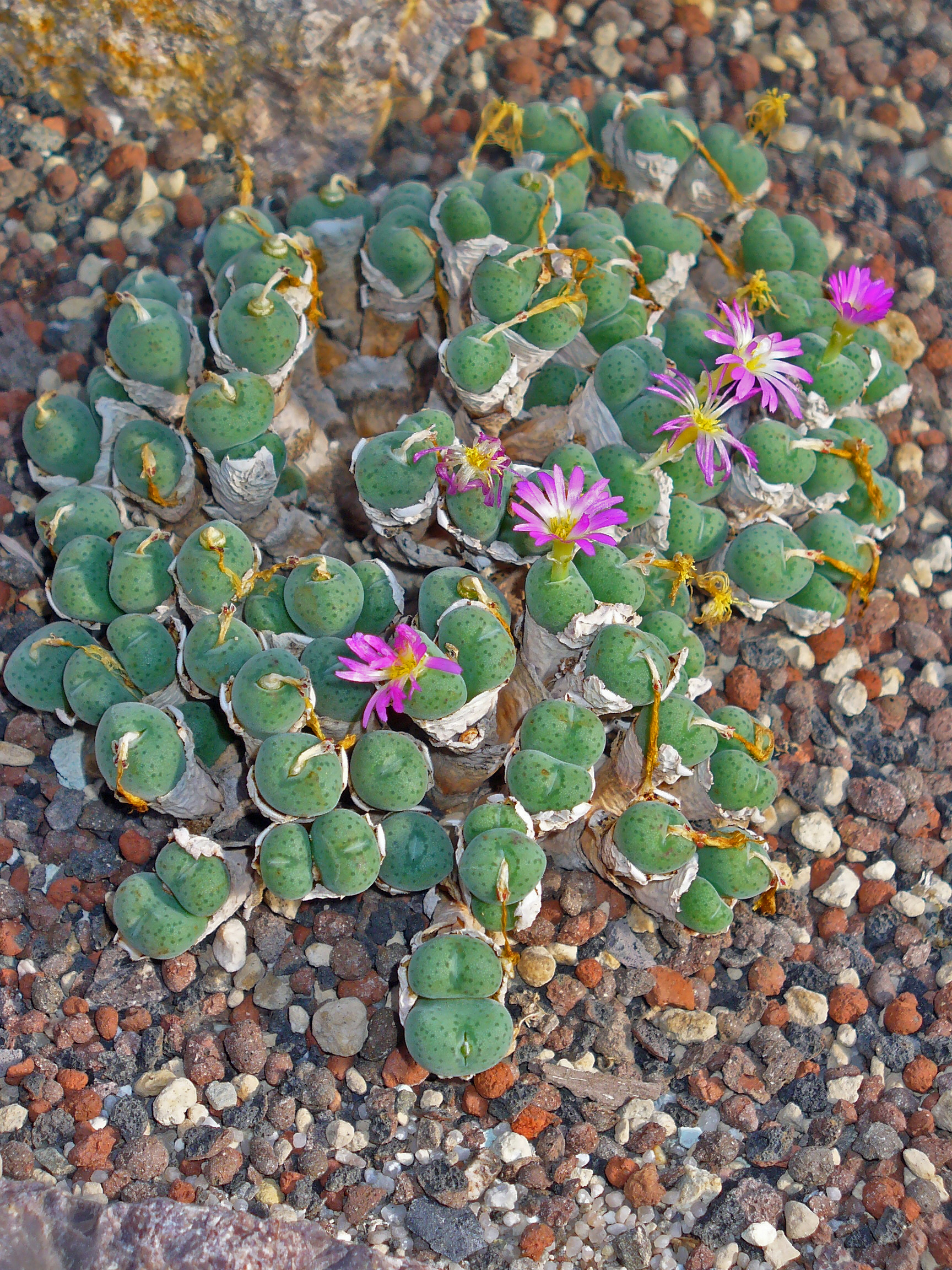
Vista de la planta

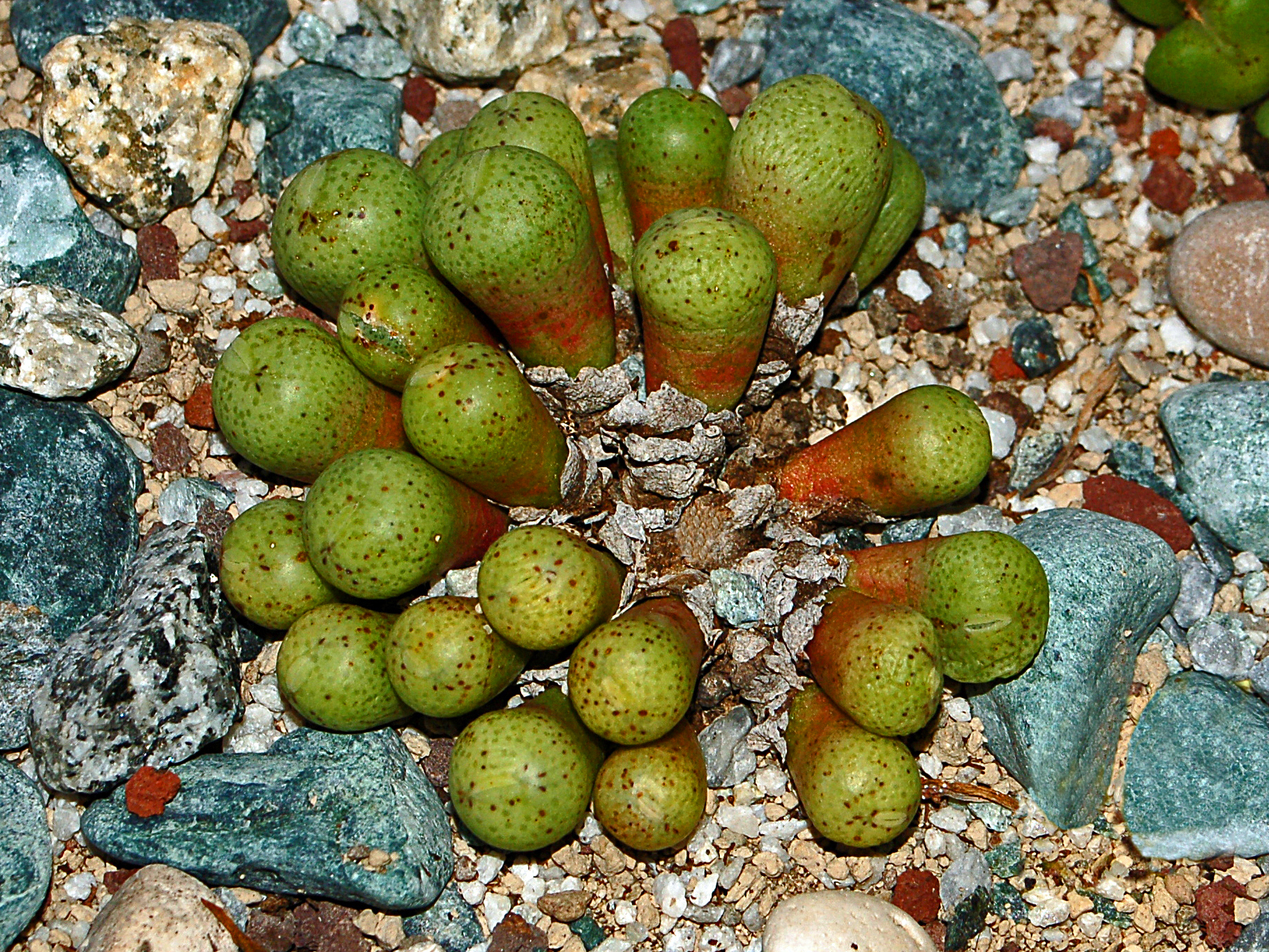
Vista de la planta

## Descripción
Es una pequeña planta suculenta perennifolia de pequeño tamaño que alcanza los 6 cm de altura a una altitud de 700 - 1100  metros en Sudáfrica.
Está formada por pequeños cuerpos carnosos que forman grupos compactos de hojas casi esféricas, soldadas hasta el punto de que sólo una muy pequeña diferencia separan a las dos hojas. En la naturaleza, los grupos de hojas se esconden entre las rocas y en las grietas, que retienen depósitos apreciable de arcilla y arena.

## Taxonomía
Conophytum jucundum fue descrita por (N.E.Br.)  N.E.Br. y publicado en Gard. Chron. III, 71: 231. 1922.
Etimología
conophytum: nombre genérico que deriva de las palabras griegas: κωνος (cono) = "cono" y φυτόν (phyton) = "planta".
jucundum: epíteto latino que significa "agradable".
Sinonimia
- Conophytum jucundum subsp. jucundum
- Mesembryanthemum jucundum N.E.Br. (1920)
- Conophytum admiraalii L.Bolus (1965)
- Conophytum geyeri L.Bolus (1963)
- Conophytum gratum (N.E.Br.) N.E.Br.
- Mesembryanthemum gratum N.E.Br. (1920)
- Conophytum jacobsenianum Tischer (1956)
- Conophytum longistylum N.E.Br. (1930)
- Conophytum maximum Tischer (1957)
- Conophytum orbicum N.E.Br. ex Tischer (1955)
- Conophytum praegratum Tischer (1954)
- Conophytum rarum N.E.Br. (1933)
- Conophytum robustum Tischer[3][4]